# Nicolás Altomanović

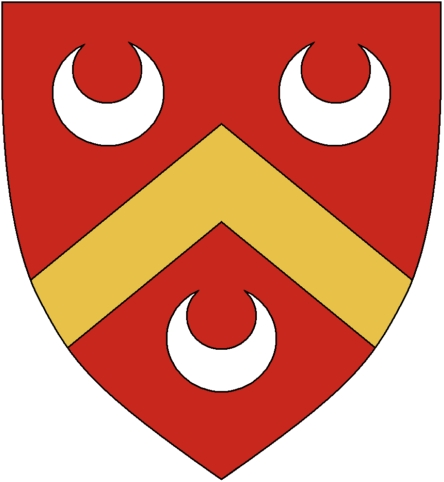
Escudo de Armas de Nikola Altomanović.

Nicolás Altomanović (Vojinović) (en serbio: Никола Алтомановић, Nikola Altomanović) fue un župan serbio del siglo xiv. Gobernó las vastas áreas de Rudnik, Polimlje, Podrinje, el este de Herzegovina con Trebinje y hasta Konavle y Dračevica, situados junto a la República de Dubrovnik. Fue derrotado en Užice (en la fortaleza de Užice) en 1373 por una coalición de sus vecinos serbios y bosnios apoyada por el rey de Hungría y cegado.

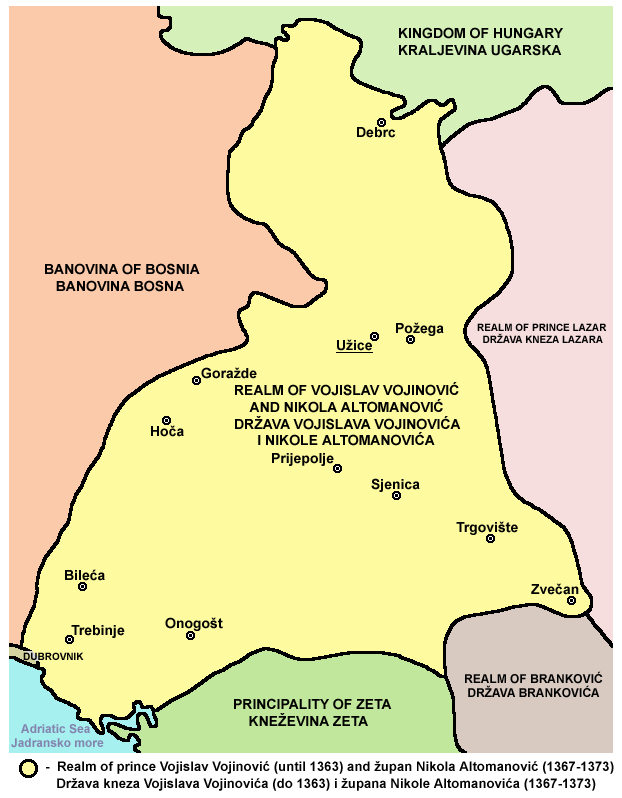
Ubicación de las tierras dominadas por Altomanović, junto con las de otros señores serbios a finales del siglo xiv.

Su padre fue Altoman Vojinović, un vaivoda de Zeta. En 1363, el tío de Nicolás, Vojislav Vojinović, fue asesinado y él aprovechó su fallecimiento para apoderarse de parte de sus tierras. Pactó con Lazar contra el rey Vukašin Mrnjavčević y entre los dos persuadieron a Uroš para que les ayudase. La retirada de Lazar en el último momento permitió que los otros dos aliados fuesen vencidos en Kosovo en 1369. En 1371, se alió con Vukašin.
En 1373, se forjó una alianza militar contra Nicolás, que incluyó al ban de Bosnia Tvrtko I Kotromanić, al gobernante de Zeta Đurađ I Balšić, al duque de Mаčva Nicolás Garai, y al rey húngaro Luis I. Ese mismo año, esta liga se enfrentó a Nicolás y lo derrotó; como consecuencia sus territorios se dividieron entre el príncipe Lazar Herbeljanović de Serbia, Đurađ I Balšić de Zeta y el ban de Bosnia Tvrtko I Kotromanić.